# Глинище (Могилёвская область)
Гли́нище (бел. Глінішча) — деревня в составе Каменского сельсовета Чаусского района Могилёвской области Республики Беларусь.

## Население
- 2010 год — 6 человек.